# リス
リス（栗鼠）は、齧歯目リス科（Sciuridae）に属する動物の総称である。
リス科には、5亜科58属285種が含まれる。樹上で暮らすリスのほか、地上で暮らすマーモット、プレーリードッグ、シマリス、イワリス、ジリス、滑空能力のあるモモンガ、ムササビもリスの仲間である。

## 分布
全世界に分布。ただし、オーストラリア、南極大陸、ポリネシア、マダガスカル、南アメリカ南部、一部の砂漠（サハラ、エジプト、アラビア）を除く。
オーストラリア大陸には元々生息していなかったが、19世紀に人為的に移入された。

## 形態

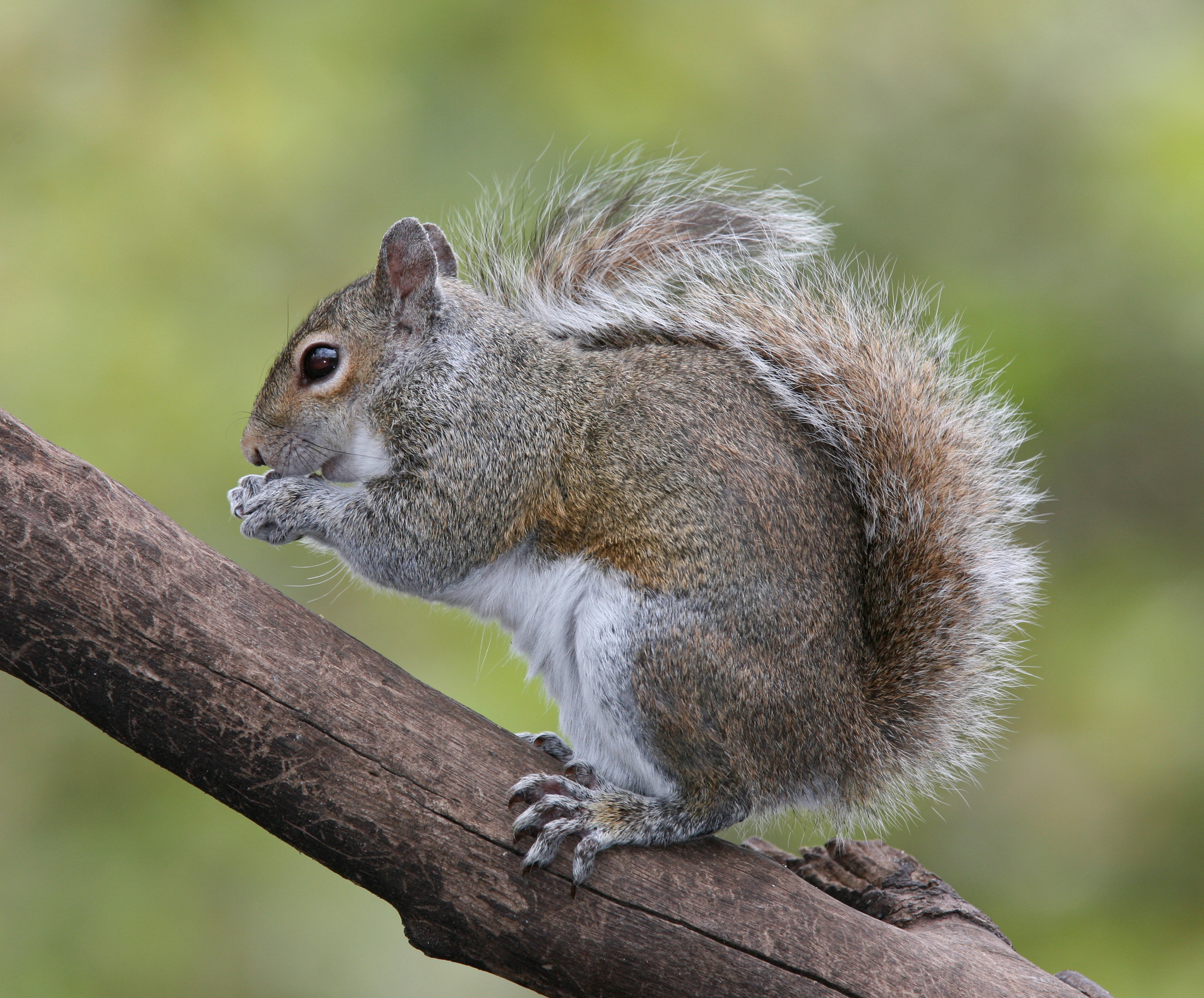
フロリダ州のトウブハイイロリス

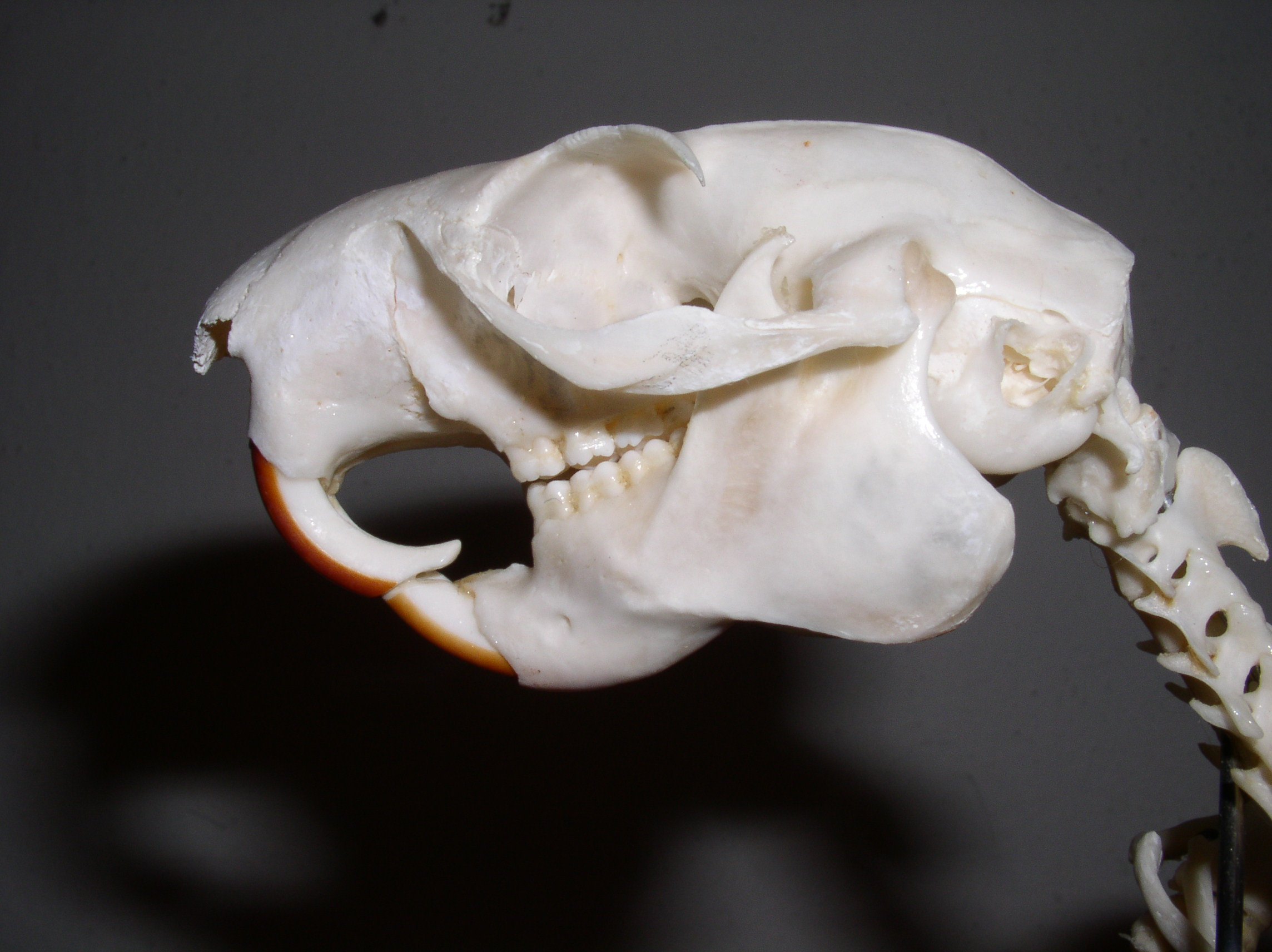
古典的な頬骨の形をしているオオリスの頭蓋骨

リスは一般に小型の動物だが、体長7 - 10センチ、体重わずか10グラムのアフリカコビトリス（Myosciurus pumilio）から、体長53 - 73センチ、体重5 - 8キロのアルプスマーモットまで、大きさは多彩である。
樹上性リスは、毛のふさふさした大きな尾を持つ。地上性のリス（ジリス）は、樹上性リスに比べて尾は毛量が少なく、短いものが多い。多くのリスは、体毛がやわらかく絹のように滑らかだが、中には厚い毛皮を持つものもある。
体毛の色は種によって（しばしば同種内ですら）非常に変化に富む。東南アジアに生息するフィンレイソンリスはいくつもの毛色の違うものが野生下で存在しており、花の蜜を食べるために長く伸びる舌をしている。
前脚は後脚よりも短く、足指は4または5本。しばしば前足の親指はあまり発達しておらず、足の裏にはやわらかい肉球がある。手先は器用で、腰をおろして座り、前足で食物を保持しながら食べることができる。樹上性リスは木につかまって登るための、ジリスは地面に巣穴を掘るための頑丈な爪を持つ。樹上性リスは頭を下にして樹を降りることができる。これは、脚を回転させることで後ろ足の爪が上向きになり、樹皮をつかむことができるためである。
大きな目をもち、視覚は優れている。多くは顔のひげや脚の触毛で、狭い場所を通る際に幅を認識する など、優れた体性感覚を持つ。
歯は、典型的なネズミ目（齧歯目）の型をしている。一対の門歯は、絶えず伸び続ける。こすり合わせることですり減らし、正常な長さを維持する。犬歯を持たないため、門歯の後ろは歯隙（しげき、歯のない部分）となっている。その奥に食物を咀嚼するための臼歯がある。
シマリス属やジリスには、頬の内側に「頬袋」と呼ばれる袋状の構造がある。頬袋には柔軟性があり、たくさんの食物を頬張って運ぶことができる。
モモンガやムササビは、木から木へと滑空して移動する際にパラグライダーの様な働きをする飛膜を持つ。

## 生態
極高圧帯ともっとも乾燥した砂漠を除き、熱帯雨林から半乾燥の砂漠、北極圏まで、ほとんどすべての環境に生息する。
樹上性リスとジリスが昼行性または薄明薄暮性であるのに対して、モモンガなどの滑空するリスは夜行性である。ただし、哺乳期の母モモンガとその子供は、夏の間は昼行性になる。
樹上性リスは、おもに樹上で生活する。木登りやジャンプを得意とし、枝の上や樹洞に巣を作る。基本的に単独生活を営み、明確な縄張りを持つ種は少ない。また、寒冷地に生息する種でも冬眠はしない。
ジリスは、草原や砂地などに巣穴を掘り、地上で生活している。森林限界を越えた高山に住む種もいる。縄張りを持つものが多い。社会性があり、家族を中心とした集団を形成し、よく発達したコロニーで生活するものが多い。多くのジリスは冬眠をする。
シマリス類は、樹上性リスとジリスの中間的な存在であり、おもに地上で暮らすが、木登りも巧みである。樹洞だけではなく、地下にも巣を作る。
年に1回または2回出産する。妊娠期間は3 - 6週間で、種によって異なる。子供は毛も歯も生えておらず、目も見えない状態で生まれる。ほとんどの種でメスのみが子供の世話をする。生後6 - 10週で離乳し、生後1年で性成熟する。
捕食者には、ヘビ、クマ、カラス、タカ、フクロウなどがいる。一部のカリフォルニアジリスは、天敵のガラガラヘビの毒の免疫を持つ。

### 食性

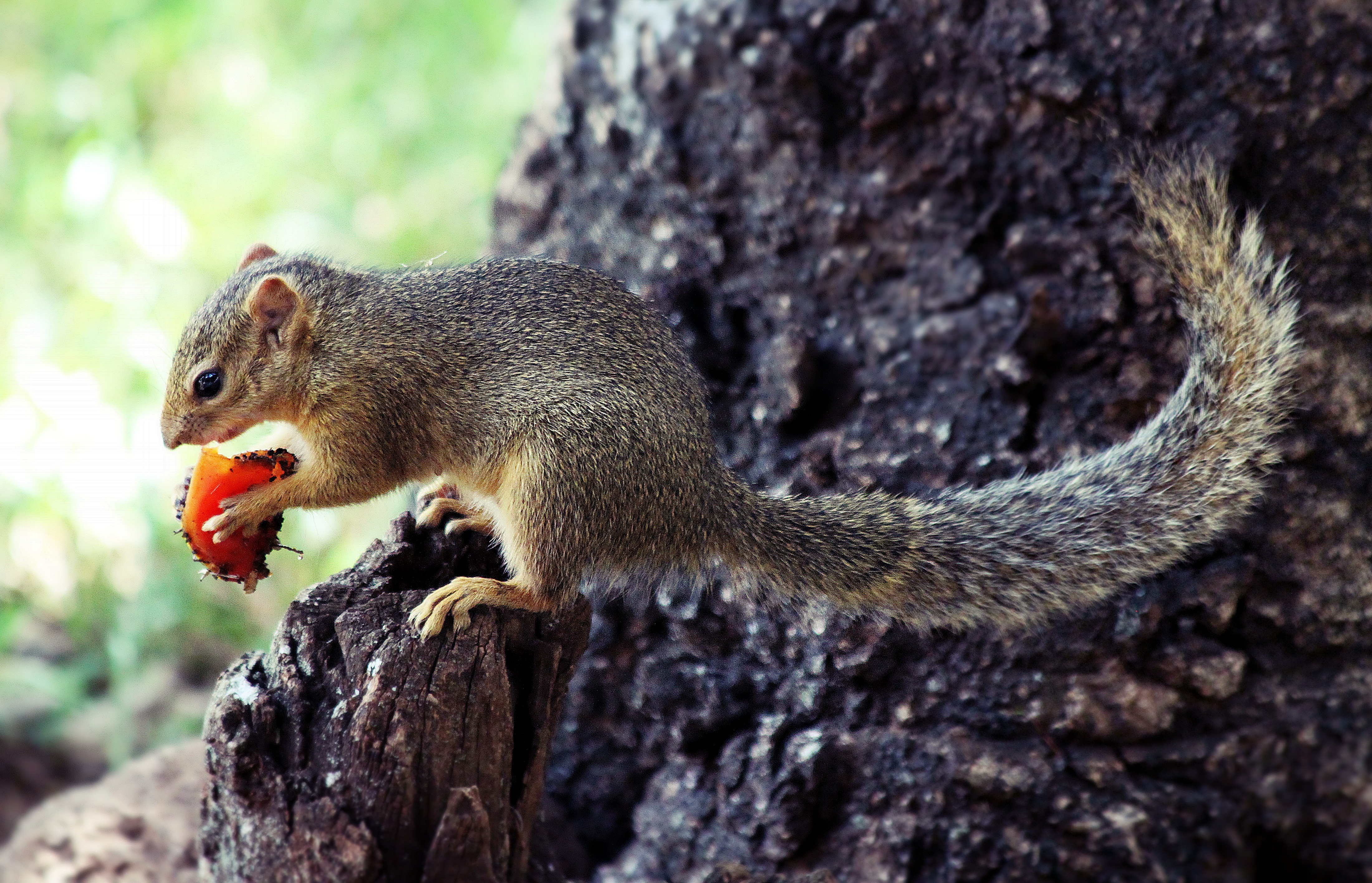
タンザニアのマンヤーラ国立公園で果実を食べるリス

おもに草食性で、木の実、種子、果実、キノコ、草などの多様多種な植物を食べる。昆虫、鳥類の卵やヒナ、爬虫類、小型の齧歯類を食べる種もある。いくつかの熱帯の種は、ほとんど完全に昆虫食に移行している。
樹上性リスは、草食性の強い雑食で、種子、果実、キノコ、小動物を食べる。種子を巣穴に貯めたり、土に埋めたりして貯蔵する（貯食行動）。ムササビは種子や果実が欠乏する季節には、木の葉を食す。
ジリスは、おもに草食性で、草などの丈の低い植物を食べるが、昆虫や小型の脊椎動物を食べることもある。
捕食行動は、ジリスのさまざまな種、特にジュウサンセンジリスで見られる。ジュウサンセンジリスの研究では、ヒヨコを捕食していることや 、死んだばかりのヘビを食べていることが報告されており、 139体の標本の胃のうち、4体からは鳥の肉を、1体からはトガリネズミの残骸が発見されている。また、オジロレイヨウジリスの調査では、609体の標本の胃のうち、少なくとも10パーセントが脊椎動物（大部分がトカゲ類と齧歯類）を食べていたことが発見され、キヌポケットマウスを捕えて食べることも観察されている。カリフォルニアジリスがカリフォルニアハタネズミを捕食することも確認されている。

## 系統
|  | リス族 Sciurini - リス属など                   |
|  |                                                |
|  | モモンガ族 Pteromyini - ムササビ、モモンガなど |
|  |                                                |

|  | Callosciurini - タイワンリス属など |
|  |                                    |
|  | Funambulini - シマヤシリス属       |
|  |                                    |

|  | アラゲジリス族 Xerini - アラゲジリス属など                                                                                        |
|  | |
|  | \| \| マーモット族 Marmotini - マーモット属など \| \| \| \| \| \| アブラヤシリス族 Protoxerini - アブラヤシリス属など \| \| \| \| |
|  | |
|  | マーモット族 Marmotini - マーモット属など                                                                                         |
|  | |
|  | アブラヤシリス族 Protoxerini - アブラヤシリス属など                                                                               |
|  | |

|  | マーモット族 Marmotini - マーモット属など           |
|  |                                                     |
|  | アブラヤシリス族 Protoxerini - アブラヤシリス属など |
|  |                                                     |

|  | リス族 Sciurini - リス属など                   |
|  |                                                |
|  | モモンガ族 Pteromyini - ムササビ、モモンガなど |
|  |                                                |

|  | Callosciurini - タイワンリス属など |
|  |                                    |
|  | Funambulini - シマヤシリス属       |
|  |                                    |

|  | アラゲジリス族 Xerini - アラゲジリス属など                                                                                        |
|  | |
|  | \| \| マーモット族 Marmotini - マーモット属など \| \| \| \| \| \| アブラヤシリス族 Protoxerini - アブラヤシリス属など \| \| \| \| |
|  | |
|  | マーモット族 Marmotini - マーモット属など                                                                                         |
|  | |
|  | アブラヤシリス族 Protoxerini - アブラヤシリス属など                                                                               |
|  | |

|  | マーモット族 Marmotini - マーモット属など           |
|  |                                                     |
|  | アブラヤシリス族 Protoxerini - アブラヤシリス属など |
|  |                                                     |

|  | リス族 Sciurini - リス属など                   |
|  |                                                |
|  | モモンガ族 Pteromyini - ムササビ、モモンガなど |
|  |                                                |

|  | Callosciurini - タイワンリス属など |
|  |                                    |
|  | Funambulini - シマヤシリス属       |
|  |                                    |

|  | アラゲジリス族 Xerini - アラゲジリス属など                                                                                        |
|  | |
|  | \| \| マーモット族 Marmotini - マーモット属など \| \| \| \| \| \| アブラヤシリス族 Protoxerini - アブラヤシリス属など \| \| \| \| |
|  | |
|  | マーモット族 Marmotini - マーモット属など                                                                                         |
|  | |
|  | アブラヤシリス族 Protoxerini - アブラヤシリス属など                                                                               |
|  | |

|  | マーモット族 Marmotini - マーモット属など           |
|  |                                                     |
|  | アブラヤシリス族 Protoxerini - アブラヤシリス属など |
|  |                                                     |

|  | リス族 Sciurini - リス属など                   |
|  |                                                |
|  | モモンガ族 Pteromyini - ムササビ、モモンガなど |
|  |                                                |

|  | Callosciurini - タイワンリス属など |
|  |                                    |
|  | Funambulini - シマヤシリス属       |
|  |                                    |

|  | アラゲジリス族 Xerini - アラゲジリス属など                                                                                        |
|  | |
|  | \| \| マーモット族 Marmotini - マーモット属など \| \| \| \| \| \| アブラヤシリス族 Protoxerini - アブラヤシリス属など \| \| \| \| |
|  | |
|  | マーモット族 Marmotini - マーモット属など                                                                                         |
|  | |
|  | アブラヤシリス族 Protoxerini - アブラヤシリス属など                                                                               |
|  | |

|  | マーモット族 Marmotini - マーモット属など           |
|  |                                                     |
|  | アブラヤシリス族 Protoxerini - アブラヤシリス属など |
|  |                                                     |

## 分類

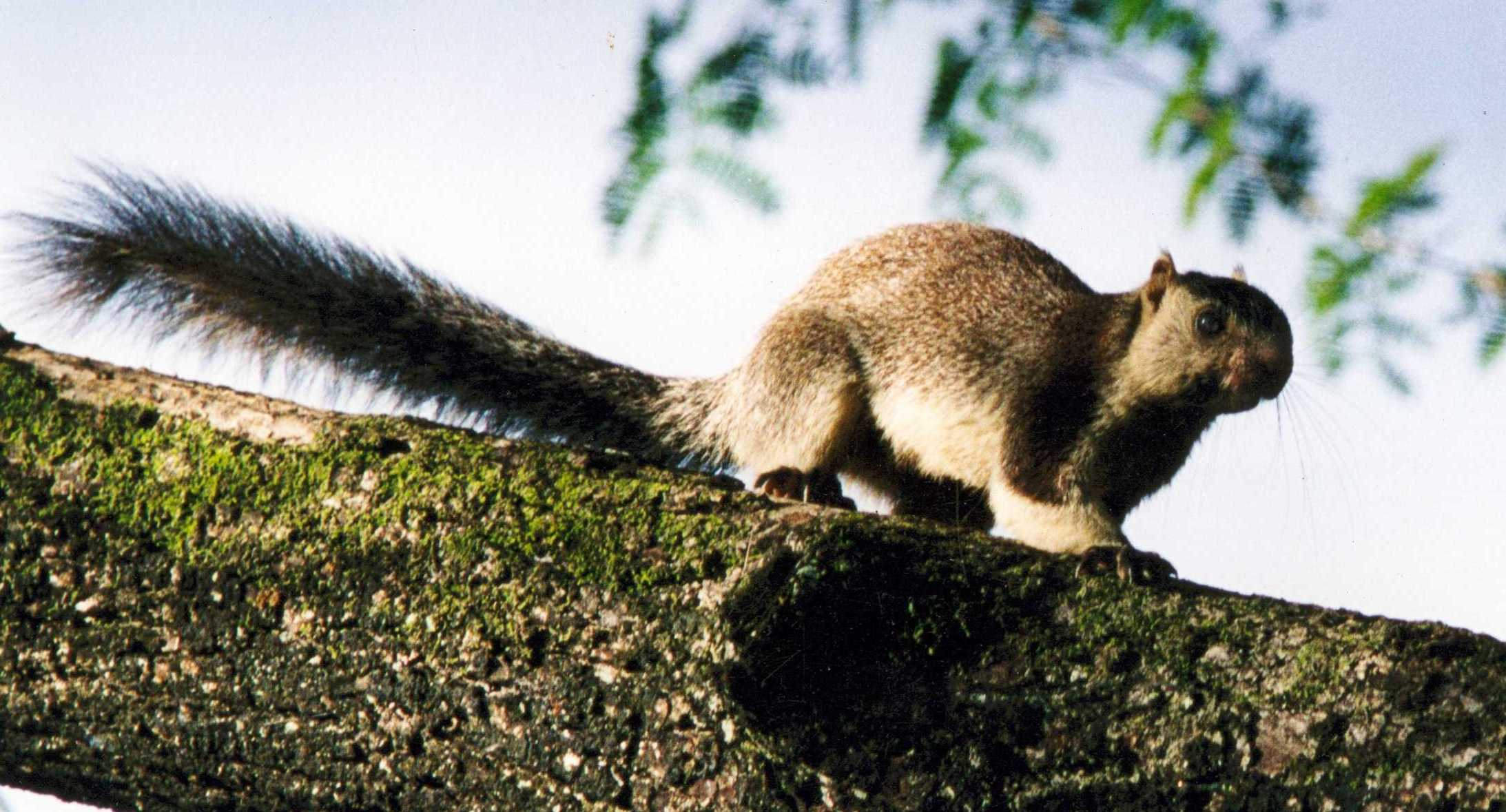
シモフリオオリス

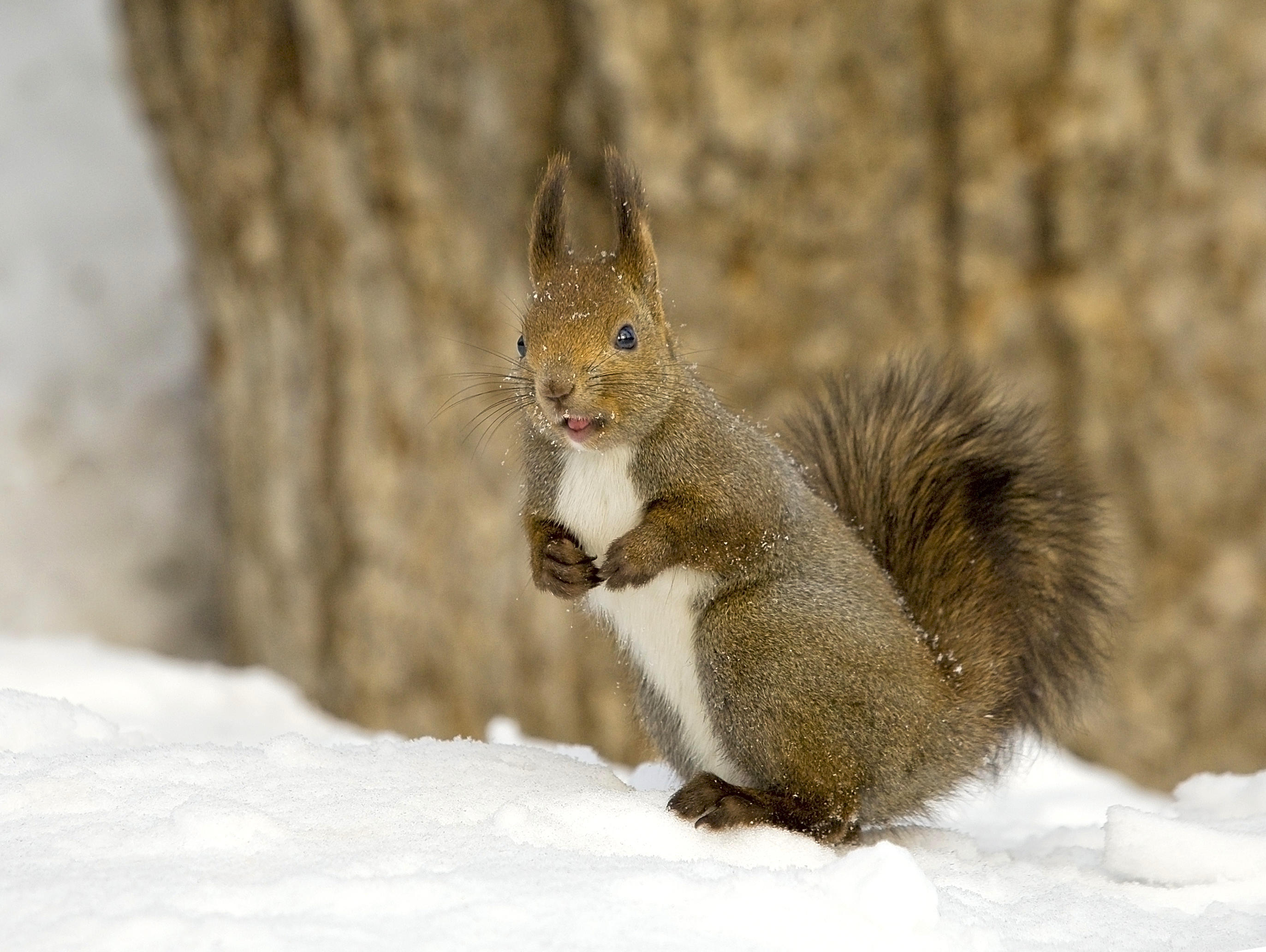
エゾリス

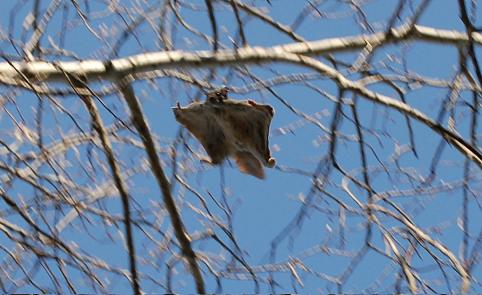
オオアメリカモモンガ

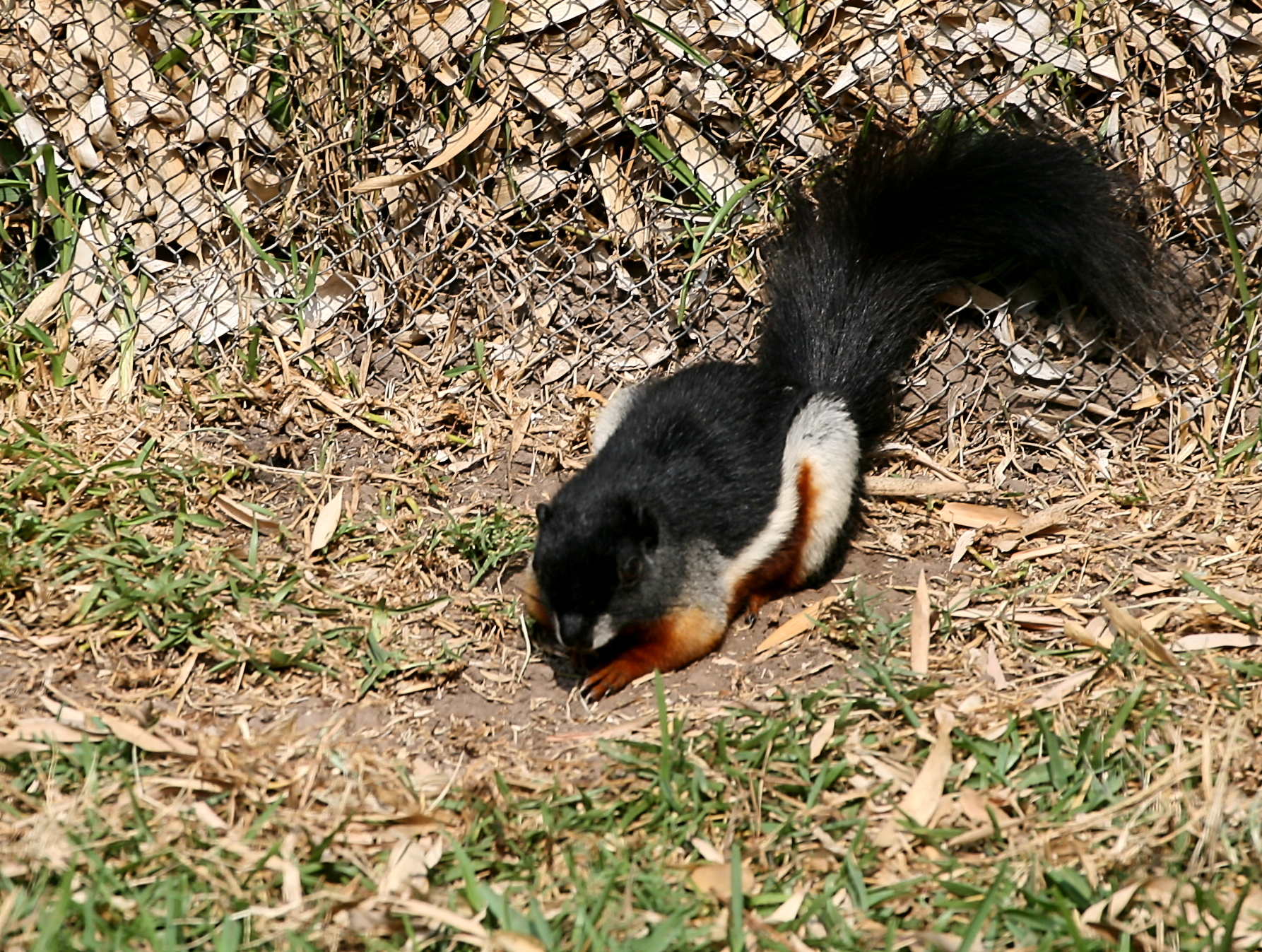
ミケリス

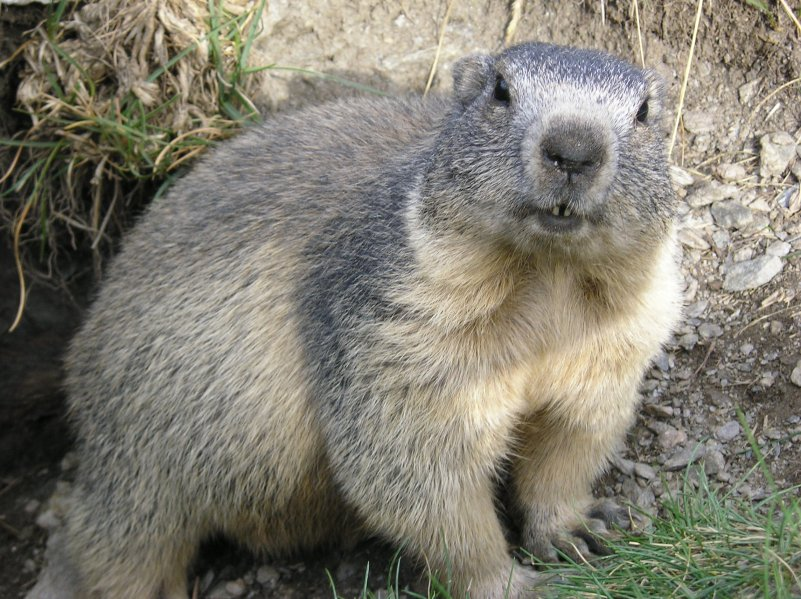
アルプスマーモット

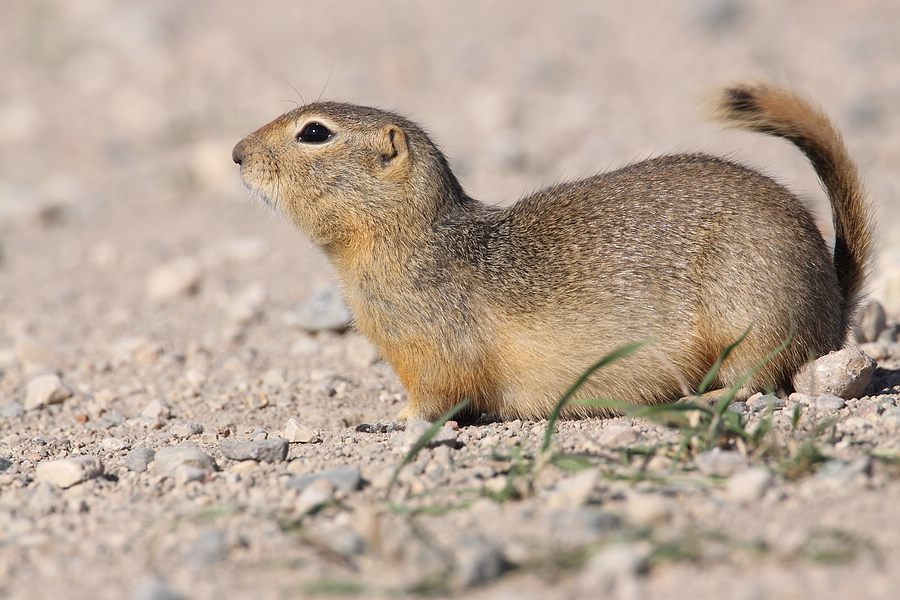
リチャードソンジリス

現生種は5亜科58属285種に分類されている。
化石記録から、リスの起源はおよそ3600万年前の北半球、特に北アメリカであると考えられる。最も古い化石種はヘスペロペテス（Hesperopetes）で、始新世後期、およそ4000 - 3500万年前にまでさかのぼり、現代のモモンガ類に似ている。始新世後期から中新世までの化石種は、現生種との系統関係に不明な点が多い。少なくとも一部の種は、現生種の共有派生形質 を一部欠くため、現生系統の間で最初に分岐が起きる以前の古い基部系統と考えられる。こうした古い祖先型の地理分布や多様性からは、リスの起源が北アメリカにあることが示唆されている。
現生種の系統は、大きく3つの系統に分かれる。この３系統の分布は、化石記録から推定される北アメリカ起源説と矛盾しないと考えられている。
第1の系統はRatufinae亜科（オオリス亜科）である。アジアの熱帯地方に分布する大型の樹上性リスで、オオリス属の1属4種を含む。
第2の系統はSciurillinae亜科（ナンベイマメリス亜科）である。南米の熱帯地方の樹上性リスで、現生種はナンベイマメリス1種のみである。
第3の系統は、リス亜科、タイワンリス亜科、ジリス亜科の3つの亜科で構成される。リス科のほとんどはこの系統に属し、分布はほぼ全世界に及ぶ。
リス亜科は、Sciurini族（リス族）とPteromyini族（モモンガ族）からなる。Sciurini族は5属38種があり、おもに南北アメリカおよびユーラシアの樹上性のリスを含む。Pteromyini族は、15属45種があり、滑空能力を持つ種で構成される。しばしば別の亜科（モモンガ亜科）とみなされてきたが、現在はリス亜科の1族とされている。逆に、アメリカアカリス属（Tamiasciurus）はリス族に含められるのが普通であるが、族として独立させTamiasciuriniとされることもある。
タイワンリス亜科は14属65種があり、いずれも樹上性で、アジアの熱帯地方で多様性が高い。特徴的な外見をしており、大変色彩に富んだ体毛を持つ。
ジリス亜科はリス科最大の亜科で、22属132種からなり、おもに地上性である。大型のマーモット、プレーリードッグ、ジリスのほか、アフリカの樹上性リスもこの亜科に含まれる。
現生
- オオリス亜科 Ratufinae – アジアの樹上性リス（1属4種）
  - オオリス属 Ratufa - インドオオリス など
- ナンベイマメリス亜科 Sciurillinae – 南米の樹上性リス（1属1種）
  - ナンベイマメリス属 Sciurillus – ナンベイマメリスのみ
- リス亜科 Sciurinae
  - リス族 Sciurini - 樹上性リス（5属38種）
    - リス属 Sciurus - キタリス、ニホンリス、トウブハイイロリス　など
    - フサミミクサビオリス属 Rheithrosciurus
    - アメリカコビトリス属 Microsciurus
    - パナマリス属 Syntheosciurus
    - アメリカアカリス属 Tamiasciurus - アメリカアカリスなど

  - モモンガ族 Pteromyini - 滑空するリス（15属45種）ムササビ、ニホンモモンガなど（モモンガを参照）
- タイワンリス亜科 Callosciurinae - アジアの樹上性リス（14属65種）
  - Callosciurini族 
    - タイワンリス属（クリハラリス属、ハイガシラリス属とも） Callosciurus - タイワンリス、フィンレイソンリスなど
    - カオナガリス属 Dremomys
    - コビトリス属 Exilisciurus
    - ナガハリス属 Glyphotes　
    - セレベスハナナガリス属 Hyosciurus
    - スジヤシリス属 Lariscus　
    - インドシナシマリス属 Menetes　
    - クロミミコビトリス属 Nannosciurus
    - マメリス属 Prosciurillus
    - ハナナガリス属 Rhinosciurus
    - セレベスアカハラリス属 Rubrisciurus
    - スンダリス属 Sundasciurus
    - ホオジロシマリス属 Tamiops

  - Funambulini族 
    - シマヤシリス属 Funambulus - インドシマヤシリス（インドヤシリス）など
- ジリス亜科 Xerinae – おもに地上で生活するリス 
  - アラゲジリス族 Xerini – ケープアラゲジリスなど（3属6種）
  - アブラヤシリス族 Protoxerini – アフリカの樹上性リス（6属31種）
  - マーモット族 Marmotini - マーモット、プレーリードッグ、シマリス、ジリスなど（13属95種、ジリスを参照）

絶滅（化石）
- †Hesperopetes (Emry & Korth, 2007) - 始新世後期のアメリカ[28]
- †Kherem
- †Lagrivea (Mein and Ginsburg, 2002) - 中新世中期のフランス、大型の樹上性リス。
- †Oligosciurus (Wang & Qiu, 2004) - 中国[29]
- †Plesiosciurus (Qiu Zhuding & Liu Yipu, 1986) - 中国[30]
- †Prospermophilus (Qiu & Storch, 2000) - 中国[31]
- †Sciurion (Skwara, 1986) - カナダ[32]
- †Similisciurus (Stevens, 1977) - アメリカ[33]
- †Sinotamias (Qiu, 1991)[34]
- †Vulcanisciurus (Lavocat, 1973) - ナミビア、ケニア[35]
- †Cedromurinae
  - †Cedromus (Wilson, 1949) - アメリカ[36]

## 語源
日本語の「リス」という名前は、漢語の「栗鼠」（りっそ、りっす）が転じたものである。木鼠（きねずみ）、栗鼠（くりねずみ）ともいわれる。
英語のsquirrelは、ラテン語のsciurus（尻尾を日傘のようにするという意味）、古代ギリシャ語のskiouros（影の尾、つまり自分の尻尾の影に座るものを意味する）に由来する。ラテン語のsciurusは、リス属の学名（Sciurus）になっているほか、多くのリスの学名をつける際に使用されている。

## 日本のリス

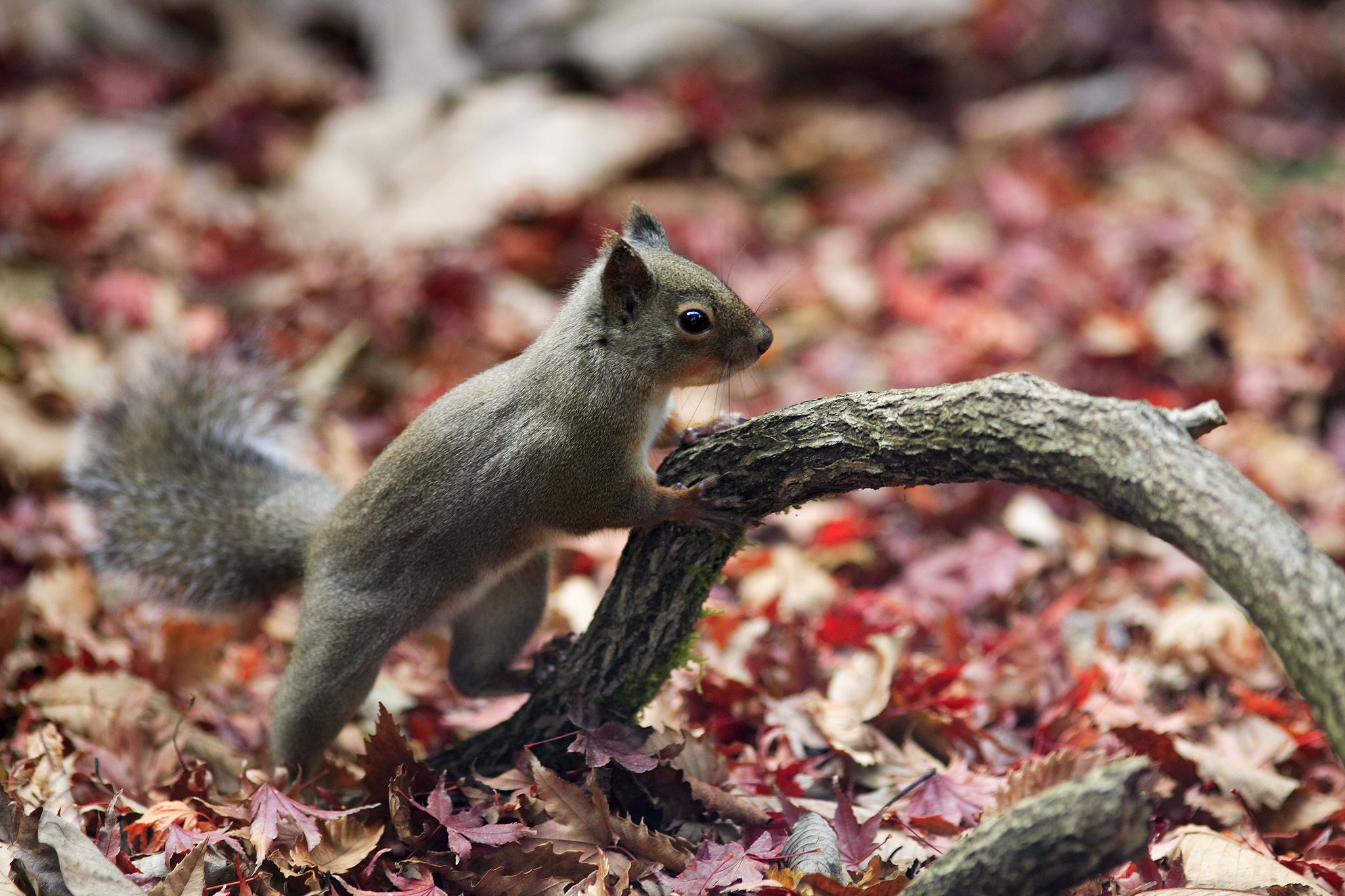
ニホンリス（2006年11月撮影）

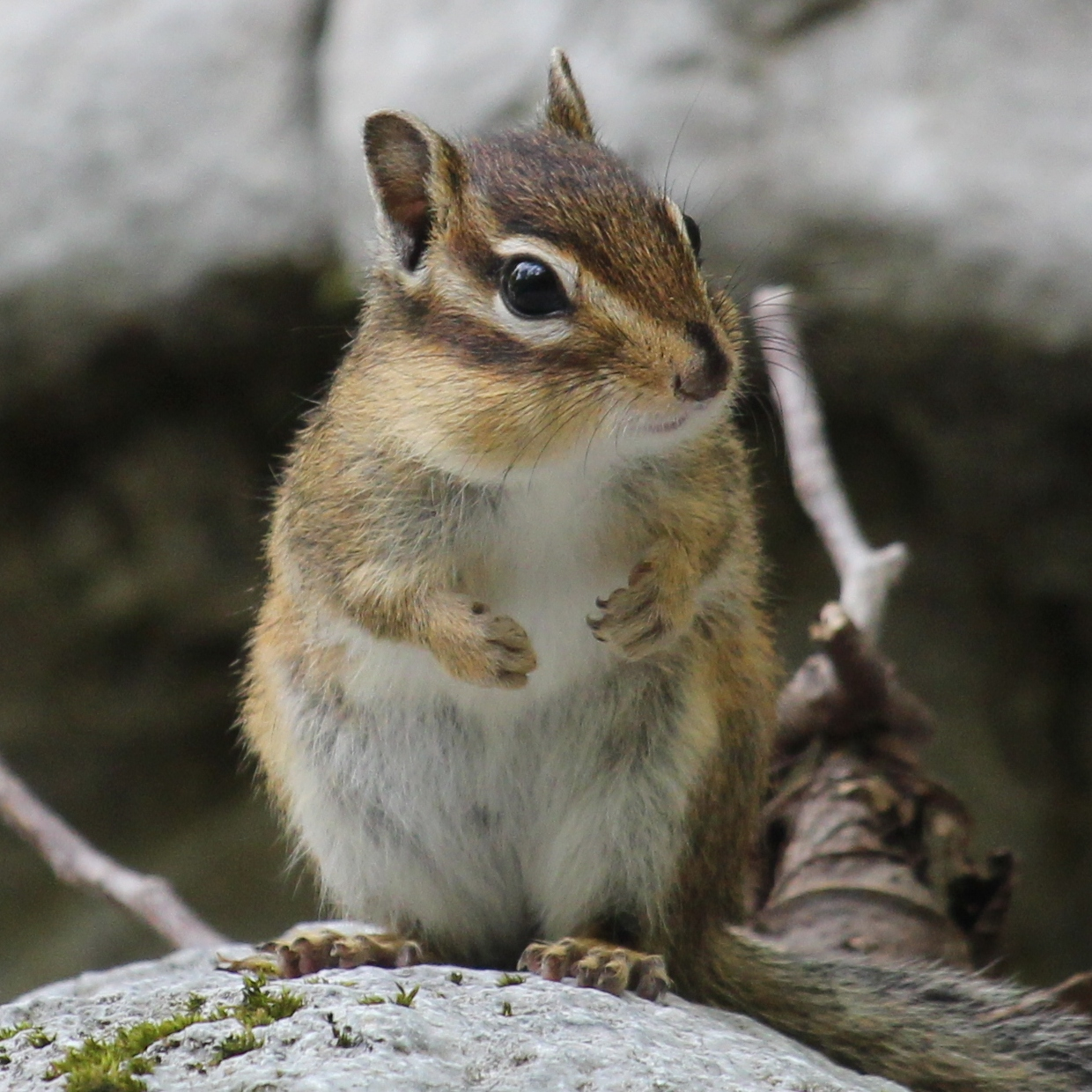
シマリス（滋賀県東近江市の御池岳にて）

日本に棲むリス類としては、樹上性リス2属3種4亜種（うち、2亜種は外来種）、滑空性リス（モモンガ属、ムササビ属）の2属3種5亜種（すべて在来種）、地上性リス（シマリス属）1属1種2亜種（うち、1亜種は外来種）の計5属7種11亜種が挙げられ、移入種を除けば4属6種8亜種となる。
リス亜科では、北海道にエゾリスとエゾシマリスが、本州、九州、四国にはニホンリス（ホンドリス）が生息している。ただし、ニホンリスの九州での生息は、最近は確認されていない。
これらの在来種のほか、タイワンリスやチョウセンシマリス（Tamias sibiricus uthensis）、キタリス（ペット由来など）が移入し、ニホンリスやヤマネのような在来種に対する圧迫が心配されている。伊豆大島ではタイワンリスによる食害が深刻化している。
エゾリスはユーラシア北部に広く分布するキタリスの亜種、タイワンリスはアジア南東部から東部に分布するクリハラリスの亜種、エゾシマリスとチョウセンシマリスはアジア東部から東北部にかけて分布するシマリス（シベリアシマリス、アジアシマリスとも）の亜種である。
滑空性のリスでは、本州、四国、九州にムササビ（ホオジロムササビ）とホンドモモンガ（ニホンモモンガ）、北海道にエゾモモンガが生息する。エゾモモンガは、ヨーロッパ北部からシベリア、中国北部、朝鮮半島まで広く分布するタイリクモモンガの亜種である。ムササビはキュウシュウムササビ、ワカヤマムササビ、ニッコウムササビの3亜種に細分することもある。
これらのうち、ニホンリス、ムササビ、ニホンモモンガの3種は日本固有種である。

## 人間との関係

### 毛皮
キタリスの毛皮はヨーロッパで広く用いられ、ロシアをはじめとして今日でも盛んに使用されている。
中世ヨーロッパでは、リスの毛皮が衣服の裏地に用いられた。中でもシベリア産のキタリスの毛皮が珍重され、腹部の白い毛を用いるヴェア（vair、ヴェールとも）は最高級品で、14世紀をピークに広くみられた。たとえば1枚のマントあたり数百頭といった規模で毛皮を使用するため、富や権力の象徴であり、身分に応じて毛皮の質や白と灰色の密度などが決められていた。ヴェアの文様をもとにしたヴェアという紋章も生まれている。ヴェアよりやや価値が劣るが、リスの背の灰色の毛皮を用いた「グリ」もあり、これらはアーミン、黒貂と並んで最高級の毛皮であった。

### 食用
アメリカ合衆国のいくつかの地域では、近年までリスの肉は食肉としてとらえられ、好まれていた。非常に多くのレシピにリスの肉の調理について記されていることがその証拠となる。主婦イルマ・ロンバウアー（Irma S. Rombauer）が1930年代に著した料理本『料理の喜び （The Joy of Cooking）』 の初版においてもリスの肉の調理法が記されていた。レシピによるとリスの肉はウサギの肉や鶏肉よりも柔らかいものの、それらの代わりとして利用できる。リスの肉には野生動物の肉らしい臭みはわずかしかない。
アメリカの多くの地域、特にアメリカ南部では現在でもリスは食用として狩猟の対象となる。
また、一般的とは言えないが、イギリスでもリス肉が食されている。特に、北米原産のハイイロリスはイギリス在来種のアカリスを圧迫しており、その駆除のためにという大義名分もあって、狩猟肉専門の肉屋や一部のレストランで取り扱われるようになっている。
現在は禁止されているが、日本でもアイヌ民族がシマリスを食用として狩猟していた。

### リスをめぐる逸話
古代ローマの博物学者プリニウスによると、リスは嵐がくるのを予知する能力があり、嵐の風上側に巣穴の入り口がある場合は前もってふさぎ、新たに風下側に入り口を作るという。なお、プリニウスは、ハリネズミについても「この動物は自分たちのねぐらに引っ込むことによって、北風が南風に変わることを予言する」と記している。

### ペットとしてのリス
日本では昭和40年ごろからシマリスに人気が出始めた。ニホンリスやキタリスなどの日本に生息しているリスは鳥獣保護法により捕獲が禁止されているため、外国から輸入されたリスが販売されている。2005年からは、感染症の予防及び感染症の患者に対する医療に関する法律第56条の2として「動物の輸入届出制度」が規定された ことで、プレーリードッグが輸入禁止になるなど、齧歯類の輸入規制が始まった。現在業者が輸入販売できるのは、シマリスとジリスのみとされている。2010年の輸入元国別の輸入届出頭数は、中国12,908、アメリカ1,602、オランダ930となっている。また鎌倉近辺に生息しているタイワンリスは特定外来生物として駆除の対象になっており、ペットとして飼うことも禁止となった。飼育下での寿命は、シマリス6 - 7年、ジリス10 - 12年、プレーリードッグ8 - 10年程度である。

### 芸術
リスは葡萄との組み合わせで多幸・多産を象徴する吉祥として扱われており、16世紀ごろから中国で陶器や漆器の題材として流行するようになった。その影響を受けた日本でも、葡萄とリスの意匠が取り入れられるようになった。さらに日本語では葡萄とリスは「武道に律する」という語呂合わせになることから、日本刀の鍔にも用いられるようになった。

### リスのモチーフ
- Category:リスを主人公にした物語
- ちょリス
- リスモくん
- ユウちゃん
- アルディ・ミーヤ - Jリーグ・大宮アルディージャのマスコット。